# ジェームズ・ベイトマン

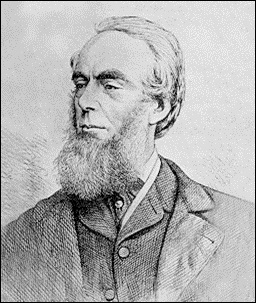
ジェームズ・ベイトマン

ジェームズ・ベイトマン（James Bateman、1811年7月18日 - 1897年11月27日）は、イギリスの地主であり、園芸家である。ラン科の植物の収集家であり、ランに関する豪華本を刊行した。

## 生涯
スタフォードシャー州のベリーの近くRedvalesで生まれた。オクスフォード大学のリンカーン・カレッジ、モードリン・カレッジで学んだ。1833年に、人を雇ってギアナへ派遣し、ランの収集を行った。60種のランが持ち帰られ、その3分の1が新種であった。グアテマラの知人からグアテマラのラン科の植物を送ってもらい、イギリスの最大のグアテマラのランの収集家になった。1845年に27インチ×15インチの大きさの豪華本『メキシコとグアテマラのラン』（"Orchidaceae of Mexico and Guatemala"）を刊行した。サラ・ドレークらによる40枚の図版がつけられた。125冊だけが刊行された。 他にウォルター・フィッチの図版がつけられた『オドントグロッサム属の研究』（"A Monograph of Odontoglossum"）がある。1833年にロンドン・リンネ協会のフェロー、1838年に王立協会のフェローに選ばれた。

## 著書の図版

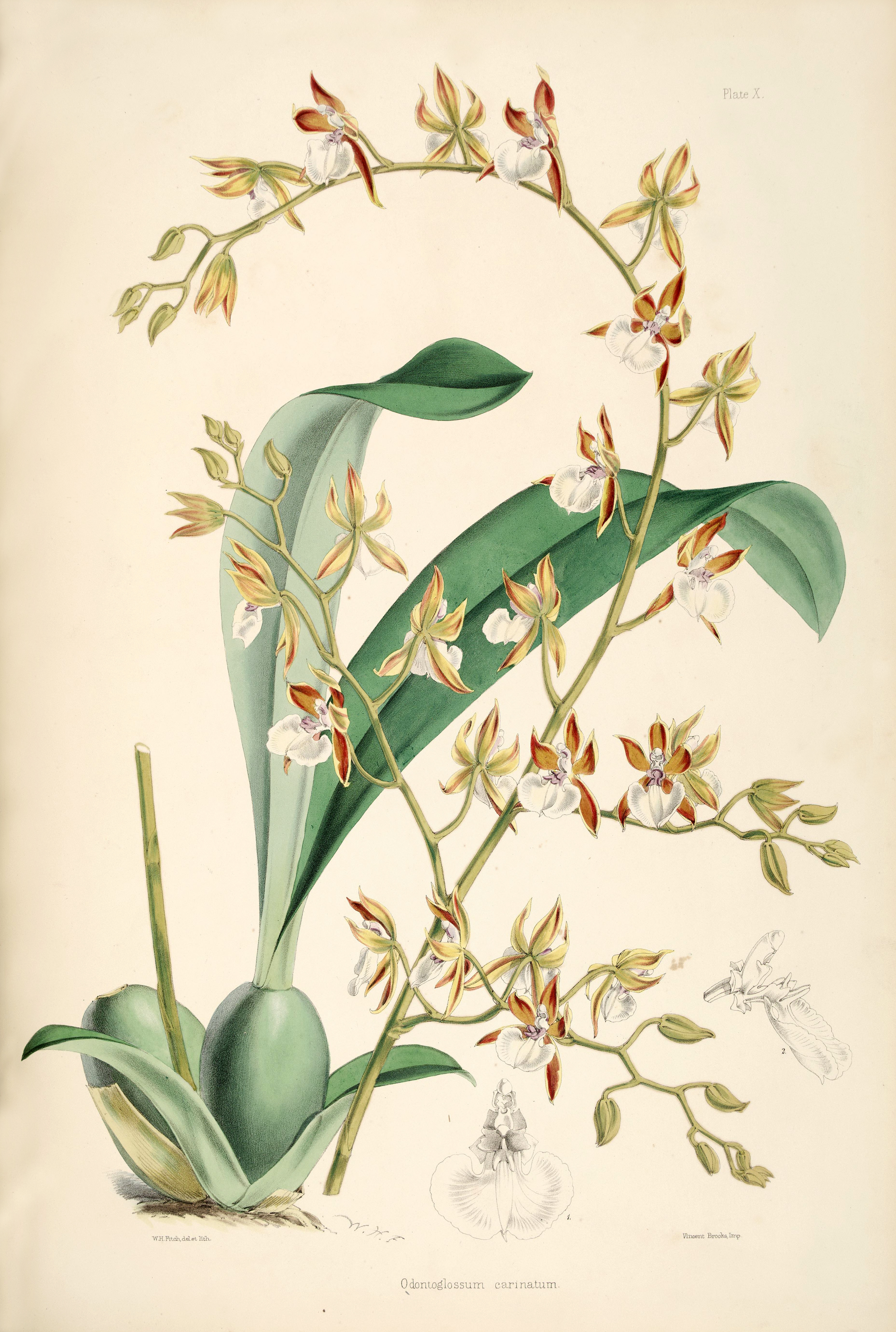
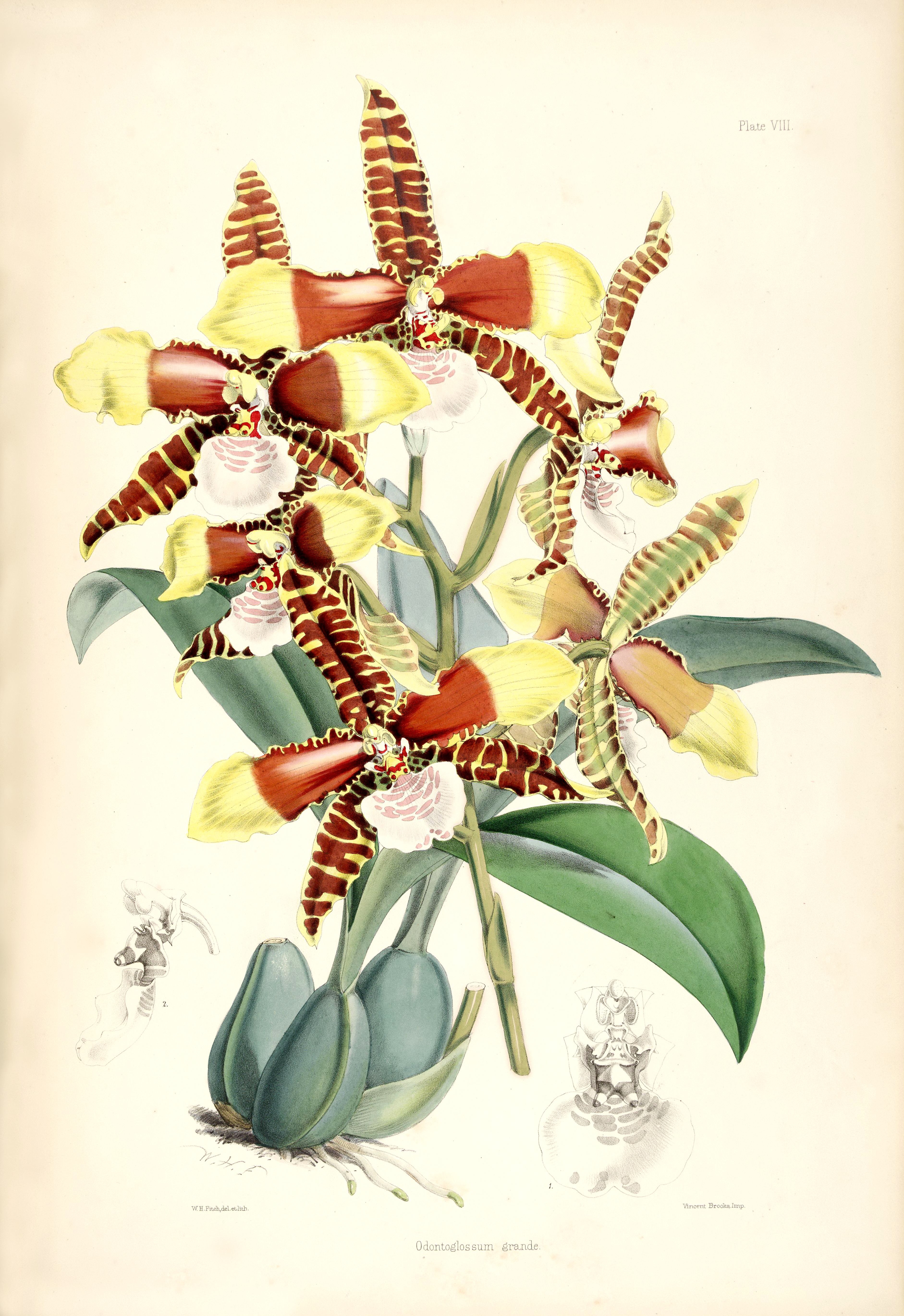
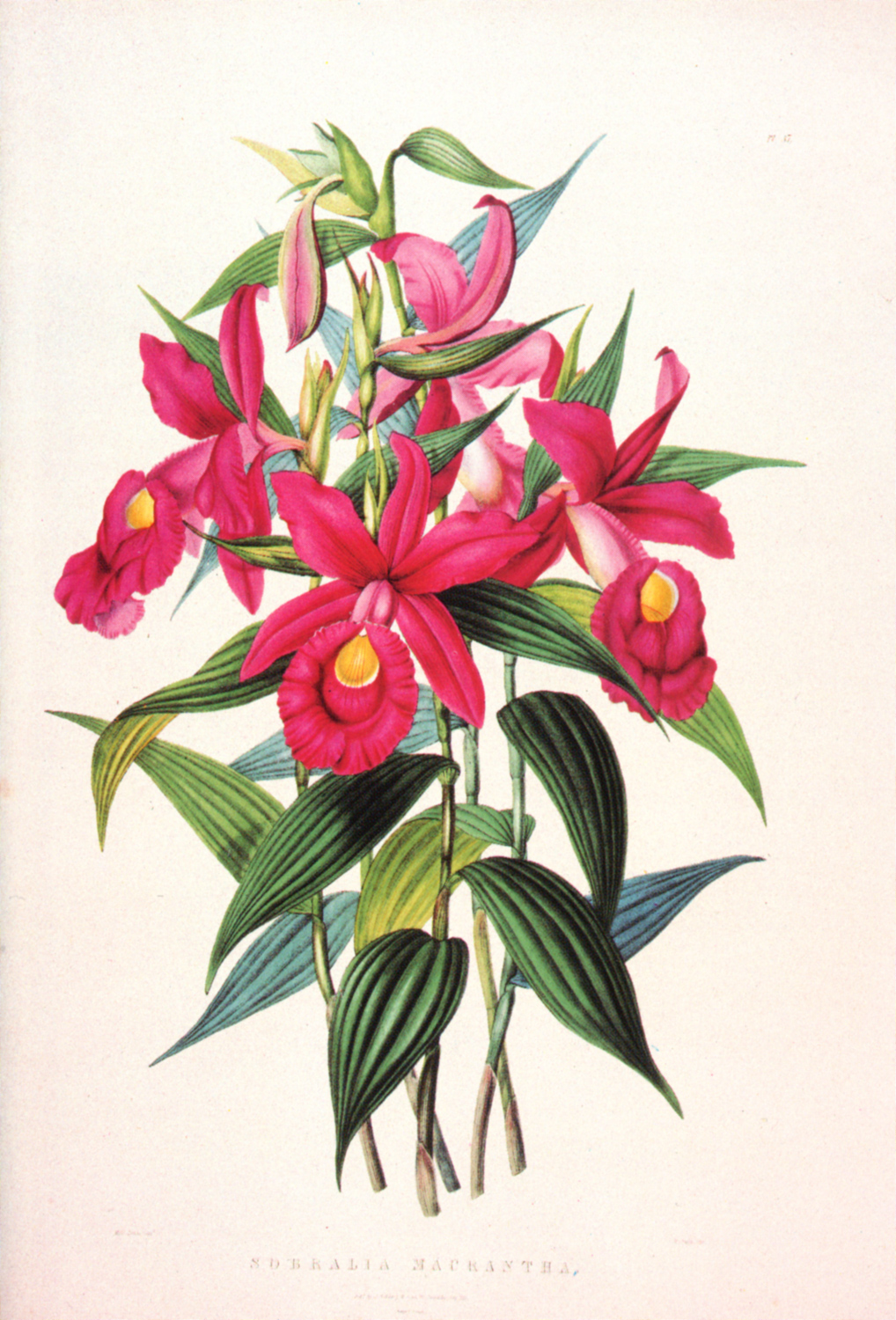
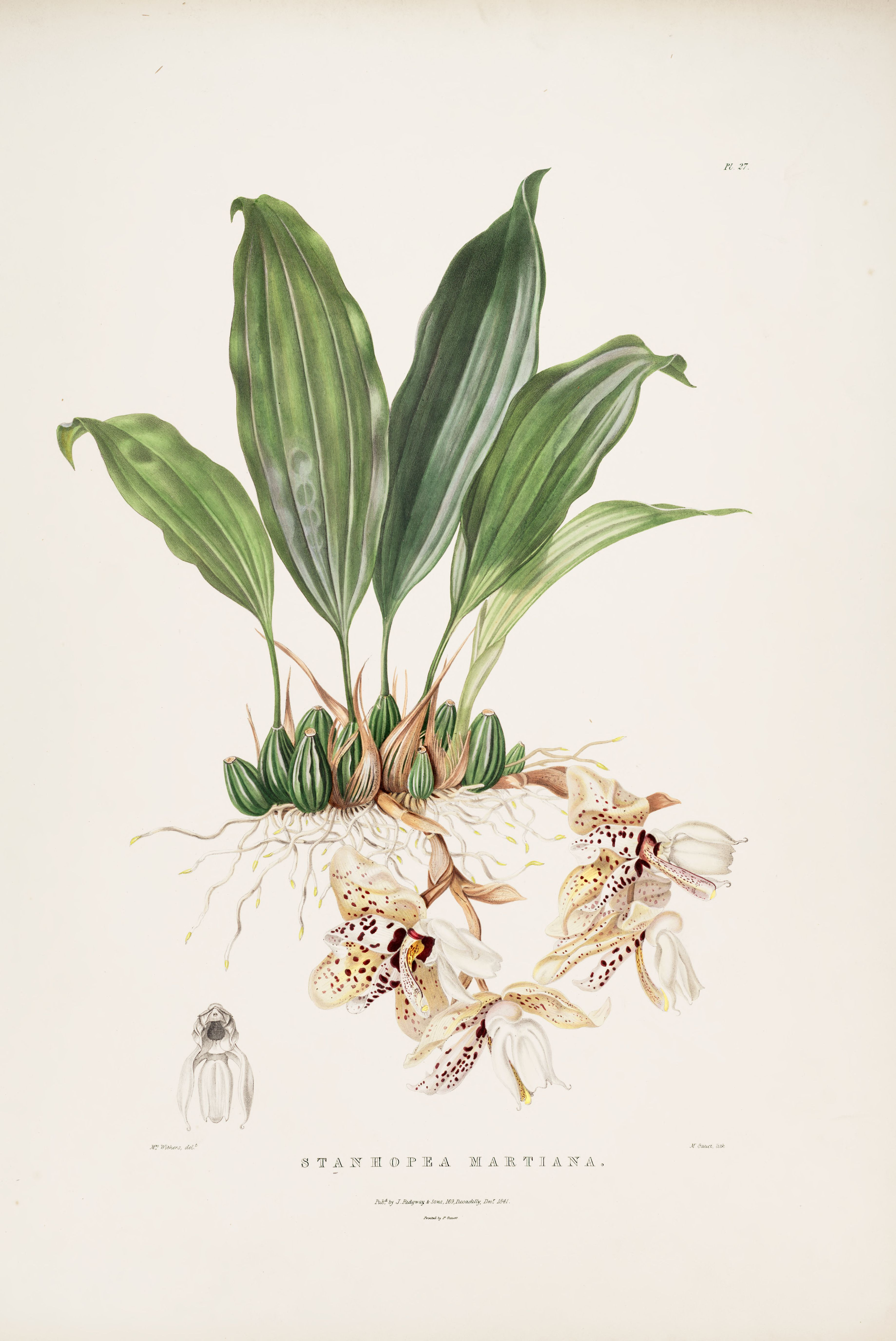

## 著作
- "The Orchidaceae of Mexico and Guatemala"
- "A Second Century of Orchidaceous Plants"(1867)
- "A monograph of Odontoglossum by James Bateman" London: L. Reeve & Co.,(1874)